# 鉄の王 キム・スロ
『鉄の王 キム・スロ』（原題：「金首露」、ハングル：김수로）は、韓国MBCで2010年5月25日から9月18日まで放送されたテレビドラマ。全32話。
日本では、KNTVや、2010年10月19日から2011年5月31日までBSフジで毎週火曜日19時00分～19時54分で放送されていた。

## キャスト

### 主要登場人物
- キム・スロ：チソン（日本語吹き替え：内田夕夜）　子役：パク・コンテ（日本語吹き替え：代永翼）

伽耶（金官伽耶）初代王。チョンギョンと遊牧民族匈奴の一部族である祭天金人の可汗キム・ユンの間の子。実母・チョンギョンと生き別れになり、サボクに拾われチョバンの子として育てられる。その後、幾多の試練に見舞われる。
- チョンギョン：ペ・ジョンオク（日本語吹き替え：水野ゆふ）

キム・スロとイジンアシの母。キム・スロと生き別れになり、息子とは知らずにスロを敵視する事に。
- テガン：ユ・オソン（日本語吹き替え：清水明彦）

神鬼干（シングィガン、神鬼村の村長）。後に九干の盟主、「大天干（テチョンガン）」になる。残忍で怒りっぽい人物。
- ホ・ファンオク：ソ・ジヘ（日本語吹き替え：榊原奈緒子）

インドのアーンドラ王国の商人、ホ・ジャンサンの娘。後の許王后。
- イジンアシ：コ・ジュウォン（日本語吹き替え：福山潤） 子役：ウォン・ドッキョン

チョンギョンとイビガの息子。キム・スロの異父弟。実の兄と知らずにスロを目の敵にする。後に大伽耶の王となる。
- パク・アヒョ：カン・ビョル（日本語吹き替え：うえだ星子）

二代目斯盧（サロ）国王ナメ王の娘。パク・ヒョッコセの孫。
- パク・アニ：カン・ビョル

パク・アヒョの瓜二つの姉。
- ソク・タレ：イ・ピルモ（日本語吹き替え：諏訪部順一）　子役：シン・ドンギ

後の四代目・斯盧国王（新羅王）。キム・スロとは仲が良かったが、やがて対立していく。その後狗邪国を離れ、斯盧国に渡り、9等官位である級伐飡（クッポルチャン）となる。

### その他の登場人物
- ユ・チョン /トゥクソン：チャン・ドンジク（日本語吹き替え：青木強）

光武帝の甥。スロの実父を殺した過去があるが、記憶喪失時にキム・スロの師匠になった。
- ヨム・サチ：イ・ウォンジョン（日本語吹き替え：町田政則）

狗邪国の大商人。
- パク・アロ：ワン・ビンナ（日本語吹き替え：森本73子）

パク・アヒョの叔母。パク・ヒョッコセの娘。ナメ王の妹。英（ヨン）と言う偽名を使いヨム・サチに近づく。
- チョバン：イ・ジョンウォン（日本語吹き替え：ふくまつ進紗）

狗邪国の鍛冶長。キム・スロの養父。陰謀で殺害される。
- アジン・ウィソン：イ・ドッキ（日本語吹き替え：安永亜季）

狗邪国の医女。ソク・タレの育ての母。
- ムルセ：ユン・ジュサン

鍛冶職人。
- チョバンの妻：チェ・スリン （日本語吹き替え：上坂都子）

キム・スロの養母。神鬼干に無理やり妻にされ、自殺。
- サボク：チョン・ジェゴン

狗邪国の副鍛冶長。
- イビガ：イ・ヒョジョン（日本語吹き替え：高岡瓶々）

狗邪国の天君（チョングン、祭司長のこと）。大きなカリスマ性を持つが、鬼嫁チョンギョンには手を焼いている。
- ホ・ジャンサン：キム・ギヒョン

インドの阿踰陀（アユタ）国＝アーンドラ王国の王族で世界を股にかける大商人。ホ・ファンオクの父。
- ナチャルニョ：キム・ヘウン（日本語吹き替え：岬凛）

蘇塗（ソド、古代伽耶の神社）の巫女。
- ヘレ：ペク・ソミ（日本語吹き替え：若松紫織）

蘇塗の巫女。ナチャルニョに仕える。
- チュギョン：キム・ヒョンボム

ヨム・サチの部下。
- ヨンビ：ソ・イリョン

イジンアシの部下。
- ヨイ：キム・チェビン

神鬼（シングィ）村の奴婢の少女。祭儀の生贄となり、賜薬を飲み鉄槌で撲殺されて死ぬ。
- キム・ユン：キム・ヒョンイル（日本語吹き替え：佳月大人）

北方遊牧民族の祭天金人（チェチョンクミン）族の可汗。後漢との戦いで敗れ死去。キム・スロの実父
- キテ：ソナク

テガンの部下。
- 我刀干（アドガン）：チェ・ビョンハク

九干のリーダー的存在。我刀（アド）村村長。娘のソファをスロと結婚させようとする
- 彼刀干（ピドガン）：チェ・ハノ

彼刀（ピド）村村長。テガンに抗議をし矢で射殺される。
- 五刀干（オドガン）：チェ・ボモ

五刀（オド）村の村長。他の九干たちと共に神鬼干に焼き殺されるが、息子が跡を継ぐ（他の九干も同じ）
- ポドゥル：チェ・アジン

チャンソ村村長の娘。イジンアシによく振り回されている。後に大伽耶王夫人。
- ナメ王：クォン・ソンドク

2代目斯盧（サロ）国王。アヒョの父。パク・ヒョッコセの息子。
- ノクサダン：チェ・ファジョン

土器職人。のちにサボクの妻となる。
- ソンド：カン・シニル

商人。海洋貿易で東海を股にかける勒島（ヌクとう/慶尚南道の小島）の主。スロと手を組み、鉄の売買で成り立つ国を作ろうとする。
- チャンソ村村長：パク・チイル

ポドゥルの父。
- イルソ：チョ・サング

鍛冶長。ややひねくれた性格をしている。後にチャンソ村、続いて斯盧国（のちの新羅）に行き、武器開発を行う。
- ホゴン ：キム・シウォン

大和出身の斯盧国の官僚。ソク・タレを牽制する。

## スタッフ
- 演出：チェ・ジョンス、チャン・スボン
- 脚本：キム・ミスク

## 挿入歌
- 辛くても　大丈夫（아파도 괜찮아요）：ソヒョン　（少女時代ソヒョンのソロ）

## 備考
- Blu-ray BOX、DVD-BOXは、BSフジでカットされた6時間42分を追加したノーカット完全版。